# Еріка Кларке
Еріка Кларке (ісп. Erika Clarke; нар. 19 серпня 1981) — колишня мексиканська тенісистка.
Найвищу одиночну позицію світового рейтингу — 483 місце досягла 7 травня 2007, парну — 312 місце — 20 квітня 2009 року.
Здобула 7 парних титулів туру ITF.

## Фінали ITF
| турніри $25,000 |
| турніри $10,000 |

### Одиночний розряд: 2 (2 поразки)
| Результат | Ранг | Дата           | Турнір                 | Покриття | Суперниця                | Рахунок          |
| --------- | ---- | -------------- | ---------------------- | -------- | ------------------------ | ---------------- |
| Поразка   | 1.   | 6 серпня 2001  | ITF Поса-Ріка, Мексика | Тверде   | Мелісса Торрес Сандоваль | 4–6, 7–6(4), 5–7 |
| Поразка   | 2.   | 28 квітня 2007 | ITF Обрегон, Мексика   | Тверде   | Гіларі Барт              | 0–6, 2–6         |

### Парний розряд: 30 (7–23)
| Результат | Ранг | Дата              | Турнір                       | Покриття  | Партнерка               | Суперниці                                  | Рахунок             |
| --------- | ---- | ----------------- | ---------------------------- | --------- | ----------------------- | ------------------------------------------ | ------------------- |
| Перемога  | 1.   | 3 вересня 2000    | ITF Обрегон, Мексика         | Ґрунт     | Марія Еухенія Бріто     | Стефані Мейбрі Марта Ґарзон Елкінс         | 6–3, 7–6(6)         |
| Поразка   | 1.   | 13 листопада 2000 | ITF Сан-Сальвадор, Сальвадор | Ґрунт     | Марія Еухенія Бріто     | Даніела Альварес Серене Реєс               | 4–5(3), 1–4, 3–5    |
| Поразка   | 2.   | 6 серпня 2001     | ITF Поса-Ріка, Мексика       | Тверде    | Алехандра Ріверо        | Карін Пальме Ремі Уда                      | 2–6, 3–6            |
| Поразка   | 3.   | 4 листопада 2001  | ITF Сан-Сальвадор, Сальвадор | Ґрунт (i) | Марія Еухенія Бріто     | Хорхеліна Краверо Карла Тіене              | 1–6, 3–6            |
| Перемога  | 2.   | 14 червня 2002    | Пачука-де-Сото, Мексика      | Ґрунт     | Грасіела Велес          | Селесте Контін Ана Лусія Мільяріні де Леон | 6–0, 6–1            |
| Поразка   | 4.   | 25 серпня 2002    | Сан-Луїс-Потосі, Мексика     | Тверде    | Алехандра Ріверо        | Карін Пальме Арпі Коджіан                  | 7–6, 3–6, 6–7       |
| Перемога  | 3.   | 3 травня 2004     | Мерида (Юкатан), Мексика     | Тверде    | Енн Мелл                | Андреа Бенітес Бетіна Хосамі               | 7–5, 7–5            |
| Поразка   | 5.   | 9 листопада 2004  | Мехіко                       | Тверде    | Лорена Аріас            | Марсела Арройо Мелісса Торрес Сандоваль    | 1–6, 6–3, 0–6       |
| Поразка   | 6.   | 15 листопада 2004 | Пуебла, Мексика              | Тверде    | Лорена Аріас            | Марсела Арройо Мелісса Торрес Сандоваль    | 6–2, 6–7(2), 0–6    |
| Поразка   | 7.   | 8 травня 2005     | Обрегон, Мексика             | Ґрунт     | Лорена Аріас            | Лорен Барніков Келлі Шмандт                | 0–6, 2–6            |
| Поразка   | 8.   | 10 травня 2005    | Лос-Мочіс, Мексика           | Ґрунт     | Лорена Аріас            | Хорхеліна Краверо Флавія Міґнола           | 3–6, 0–6            |
| Поразка   | 9.   | 31 травня 2005    | Леон (Мексика), Мексика      | Тверде    | Лорена Аріас            | Даніела Муньос Галлегос Андреа Бенітес     | 5–7, 3–6            |
| Поразка   | 10.  | 12 лютого 2006    | Мерида, Мексика              | Тверде    | Даніела Муньос Галлегос | Бетіна Хосамі Агустіна Лепоре              | 1–6, 2–6            |
| Поразка   | 11.  | 19 лютого 2006    | Сан-Крістобаль, Мексика      | Тверде    | Кортні Негл             | Марія Ірігоєн Флавія Міґнола               | 2–1 ret.            |
| Поразка   | 12.  | 16 травня 2006    | Обрегон, Мексика             | Тверде    | Кортні Негл             | Марія Ірігоєн Агустіна Лепоре              | 2–6, 1–6            |
| Поразка   | 13.  | 30 травня 2006    | Леон (Мексика), Мексика      | Тверде    | Кортні Негл             | Маріана Дуке-Маріньо Вікі Нуньєс Фуентес   | 6–7, 6–7            |
| Поразка   | 14.  | 25 червня 2006    | Давос, Швейцарія             | Ґрунт     | Лорена Вільялобос Крус  | Магдалена Кіщиньська Луціє Кріґсманнова    | 1–6, 6–7(4)         |
| Поразка   | 15.  | 11 вересня 2006   | Тампіко, Мексика             | Тверде    | Кортні Негл             | Бетіна Хосамі Даніела Муньос Галлегос      | w/o                 |
| Поразка   | 16.  | 25 вересня 2006   | Сьюдад-Хуарес, Мексика       | Ґрунт     | Кортні Негл             | Бетіна Хосамі Естефанія Красіун            | 1–6, 1–6            |
| Поразка   | 17.  | 27 березня 2007   | Халапа-Енрикес, Мексика      | Тверде    | Лорена Аріас            | Даніела Муньос Галлегос Андреа Бенітес     | 4–6, 6–4, 1–6       |
| Поразка   | 18.  | 23 квітня 2007    | Обрегон, Мексика             | Тверде    | Лорена Аріас            | Даніела Муньос Галлегос Валерія Пулідо     | 3–6, 6–3, 1–6       |
| Поразка   | 19.  | 14 травня 2007    | Ірапуато, Мексика            | Тверде    | Лорена Аріас            | Кортні Негл Робін Стівенсон                | 1–6, 3–6            |
| Поразка   | 20.  | 21 травня 2007    | Монтеррей, Мексика           | Тверде    | Лорена Аріас            | Марія Фернанда Алвеш Кортні Негл           | 4–6, 4–6            |
| Поразка   | 21.  | 12 вересня 2007   | Тампіко, Мексика             | Тверде    | Лорена Аріас            | Катріна Томпсон Крістіан Томпсон           | 1–6, 4–6            |
| Перемога  | 4.   | 1 грудня 2007     | Мехіко                       | Тверде    | Лорена Аріас            | Марія Фернанда Альварес Теран Маріана Мусі | 6–4, 6–4            |
| Перемога  | 5.   | 8 вересня 2008    | Селая, Мексика               | Ґрунт     | Даніела Муньос Галлегос | Лорена Аріас Анхеліка Чавес                | 1–6, 6–1, [10–5]    |
| Поразка   | 22.  | 15 вересня 2008   | Чіуауа (місто), Мексика      | Ґрунт     | Даніела Муньос Галлегос | Лорена Аріас Паула Сабала                  | 6–2, 4–6, [5–10]    |
| Перемога  | 6.   | 10 листопада 2008 | ITF Керетаро, Мексика        | Тверде    | Даніела Муньос Галлегос | Індіре Акікі Марія Фернанда Альварес Теран | 7–6(2), 3–6, [10–6] |
| Перемога  | 7.   | 24 листопада 2008 | ITF Кордова, Мексика         | Тверде    | Даніела Муньос Галлегос | Сабріна Капанноло Домініка Дьєшкова        | 6–3, 6–3            |
| Поразка   | 23.  | 12 вересня 2009   | ITF Масатлан, Мексика        | Тверде    | Даніела Муньос Галлегос | Майлен Ору Фернанда Ерменежилду            | 3–6, 6–3, [10–12]   |